# Claus Ringer

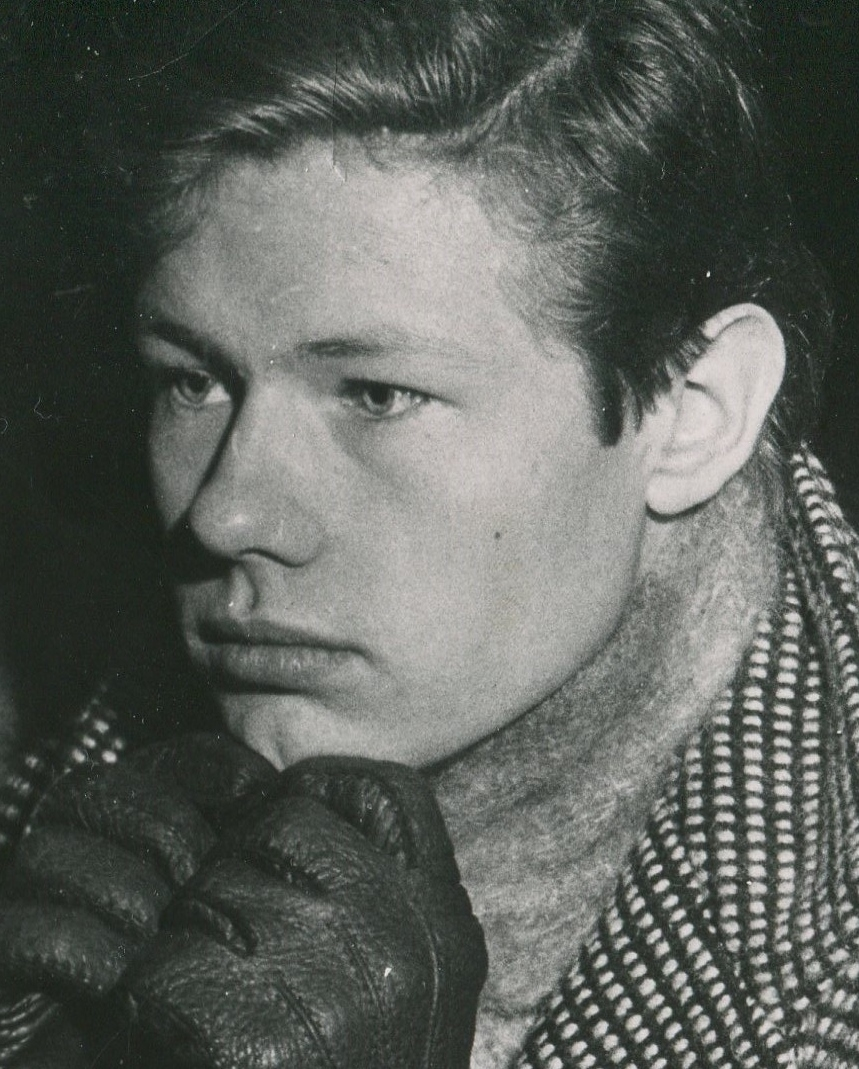
Claus Ringer 1957

Claus Ringer (* 19. März 1943 in München) ist ein deutscher Schauspieler und Synchronsprecher.

## Leben
Nach einer Buchdruckerlehre mit Gesellenprüfung nahm er zwei Jahre lang privaten Schauspielunterricht. Er gab sein Debüt 1963 in Ephrons Nimm sie, sie gehört mir an der Kleinen Komödie in München.
Ringer spielte am Theater Die Kleine Freiheit in München, bei den Burgfestspielen Jagsthausen, am T(h)eater in der Briennerstraße in München, an den Münchner Kammerspielen, am Hebbel-Theater in Berlin, am Theater am Dom in Köln, an Fritz Rémonds Theater im Zoo in Frankfurt am Main, an der Komödie Berlin sowie auf Tourneen.
Ringer wirkte in einigen Spielfilmen und seit 1962 in Fernsehproduktionen mit. Als Kriminalobermeister Eberhard Seidel hatte er eine Dauerrolle ab Staffel 2 in der Krimiserie Sonderdezernat K1. In der ersten Staffel war er in der Episode Kassensturz nach Mitternacht noch als Gegenspieler der SK1-Ermittler zu sehen.

## Filmografie
- 1962: Hütet eure Töchter!
- 1962/63: Humboldtstraße (Serie)
- 1964–1965: Unsere große Schwester (Fernsehserie, 13 Folgen)
- 1965: Besuch von drüben (Serie Die fünfte Kolonne)
- 1965: Ich suche einen Mann
- 1966: Nichts dazugelernt (Serie Die Unverbesserlichen)
- 1966: In Frankfurt sind die Nächte heiß
- 1966: Die Firma Hesselbach – und das Mündel
- 1967: Die Wirtin von der Lahn
- 1967: Der falsche Prinz
- 1967: Der schnelle Schlitten (Serie Polizeifunk ruft)
- 1967: Die Mohrin
- 1967: Heißes Pflaster Köln
- 1967: Carmen-Baby (Carmen, Baby)
- 1968: Altaich
- 1968: Peter und Sabine
- 1968: 69 Liebesspiele
- 1969: Tausendundeine Nacht (Fernsehserie)
- 1969: Ida Rogalski (Fernsehserie, div. Folgen)
- 1969: Stewardessen (Serie)
- 1970: Luftsprünge (Serie)
- 1970: Der Bettelstudent
- 1973: Kassensturz nach Mitternacht (Serie Sonderdezernat K1)
- 1973: Der kleine Bruder (Serie Algebra um Acht)
- 1973: Bleib wie Du bist
- 1974–1982: Sonderdezernat K1 (Serie, 17 Folgen)
- 1975: Baby Hamilton oder Das kommt in den besten Familien vor
- 1976: Der achte Einbruch (Serie Inspektion Lauenstadt)
- 1977: Verfolgungswahn (Serie Polizeiinspektion 1)
- 1977: Die Nacht mit Lasseck (Serie Polizeiinspektion 1)
- 1977: Keine besonderen Vorkommnisse (Serie Polizeiinspektion 1)
- 1978: Plutonium
- 1979: Jauche und Levkojen (Serie)
- 1983: Die Krimistunde (Fernsehserie, Folge 8, Episode: "Der Fuß in der Tür")
- 1986: Der Fall Weidau (Serie Derrick)
- 1987: Wer bohrt, gewinnt! (Serie Die Wilsheimer)
- 1987: Mädchen in Angst (Serie Derrick)
- 1987: Ein teuflischer Plan (Serie Der Alte)
- 1987: Verwischte Spuren (Serie Der Alte)
- 1988: Überstunden (Serie Polizeiinspektion 1)
- 1988: Ein ganz gewöhnlicher Mord (Serie Der Alte)
- 1989: Jack Clementi – Anruf genügt: Höllenfahrtpolice
- 1989: Forstinspektor Buchholz (Serie)
- 1989: Wie kriegen wir Bodetzki? (Serie Derrick)
- 1990: Kann ich noch ein bißchen bleiben?
- 1993–1995: Marienhof (Serie)
- 1995: Nach dem Grauen [und weitere 5 Episoden] (Serie Jede Menge Leben)
- 1997: Liebe, längst vergessen (Serie Frauenarzt Dr. Markus Merthin)